# Afrenella seydeli
Afrenella seydeli là một loài bướm đêm trong họ Noctuidae.